# Manuel Marlasca García
Manuel Marlasca García (Madrid, 15 d'octubre de 1967), més conegut com a Manu Marlasca, és un periodista espanyol. Des de 2012 treballa per a tots els informatius de La Sexta i col·labora al programa Más vale tarde, d'aquesta cadena. Ha col·laborat per Interviú, Espejo público i Onda Cero, entre d'altres.

## Trajectòria professional
A l'octubre de 2012 es va convertir en cap de recerca de La Sexta Noticias. És col·laborador del programa Espejo público, d'Antena 3, així com copresentador, junt amb Luis Rendueles, de la secció Territorio Negro, en el programa de ràdio Julia en la Onda, a Onda Cero.
| Anys            | Trajectòria                                                                           |
| --------------- | ------------------------------------------------------------------------------------- |
| 2017-actualitat | Presentador i director del Programa Expediente Marlasca: Historias de malos a LaSexta |
| 2012-actualitat | Cap d'investigació de La Sexta Noticias i col·laborador de Más vale tarde             |
| 2008-2012       | Adjunt al director de la revista Interviú.                                            |
| 1999-2008       | Reporter de la revista Interviú.                                                      |
| 1998-1999       | Redactor del setmanari Paris Match                                                    |
| 1996-1998       | Redactor del documental de Telemadrid De Cibeles a Neptuno.                           |
| 1996            | Redactor del programa de Canal 9 Simplement Viure                                     |
| 1993-1994       | Redactor de successos i tribunals del diari El Mundo.                                 |
| 1991-1993       | Cap de secció de successos del Diari Ya                                               |
| 1987-1990       | Redactor de successos i tribunals del Diari Ya                                        |
| 1986-1987       | Redactor d'informatius i programes d'Antena 3 Radio.                                  |

## Llibres
- 2010 España Negra (Planeta). Coautor, junt amb altres periodistes de successos.[12]
- 2007 Una historia del 11-M que no va a gustar a nadie (Temas de Hoy).[13]
- 2004 Mujeres letales (Temas de Hoy). Coautor, junt amb Luis Rendueles.
- 2002 Así son, así matan (Temas de Hoy). Coautor, junt amb Luis Rendueles.[14]

## Premis
- Premi al Millor Bloc sobre Temes Policials.[15]
- Premis de la Policia als Valors Humans i de Periodisme.[16]